# KkStB 191
Die kkStB 191 war eine Tenderlokomotivreihe der k.k. Staatsbahnen (kkStB), die von der k.k. priv. Kaiser Ferdinands-Nordbahn (KFNB) übernommen wurde. 

## Geschichte
Die KFNB hatte die zwei Lokomotiven für die Lokalbahn Bielitz–Kalwaria bestellt, die wegen ihrer schwachen Brücken nur 8 t Achsdruck erlaubte. Da außerdem enge Bögen durchfahren werden mussten, aber 50 km/h erreicht werden sollten, konnte die kkStB 197 nicht eingesetzt werden.
Die Wiener Neustädter Lokomotivfabrik entwarf Lokomotiven mit der für Österreich ungewöhnlichen Achsfolge C2. Die beiden Maschinen wurden 1888 ausgeliefert.
Wegen Entgleisungsgefahr bei aufgebrauchten Vorräten musste die Höchstgeschwindigkeit von 50 km/h auf 35 km/h herabgesetzt werden. Um 1910 wurden sie nach Lundenburg versetzt, wo sie gemeinsam mit der 97.253 den Verkehr auf der Lokalbahn Saitz–Czeicz–Göding bewältigten. Sie wurden in Dzieditz durch die 564.01–03 ersetzt.
Nach dem Ersten Weltkrieg kamen sie als 300.001 und 002 zu den Tschechoslowakischen Staatsbahnen (ČSD), die sie bis 1929 ausschied.